# Lecrae
Lecrae Devaughn Moore (født 9. oktober 1979), også bare kendt som Lecrae, er en kristen og amerikansk hiphop-udøver, sangskriver, producer og skuespiller. Han er medejer og medstifter af det uafhængige pladeselskab Reach Records, og medstifter for den nu nedlagte non-profit organisation ReachLife Ministries. Til dato har han udgivet syv studiealbum og tre mixtapes som soloartist, og har udgivet tre studioalbum, et remixalbum og en EP som leder af hip hop-gruppen 116 Clique. Han producerede meget af hans tidligere materiale sammen med andre tidlige Reach Records udgivelser. Lecrae, med henvisning til hans label som kristen rapper, har udtalt, at hans musik kun er hiphop selv om den afspejler hans kristne tro. I maj 2016 underskrev Lecrae med Columbia Records i en fælles aftale mellem hans label og Columbia.
Lecraes debutudgivelse, Real Talk, blev udgivet i 2004 gennem Reach Records. Hans tredje soloalbum, Rebel, udgivet i 2008, blev det første kristne hip hop album, der nåede nr. 1 på Billboard Gospel chart. Rehab fulgte i 2010, og Lecrae begyndte at tiltrække mainstream opmærksomhed, da han optrådte på 2011 BET Hip Hop Awards Cypher og optrådte på Statik Selektah sangen "Live & Let Live" fra Population Control. Den 10. maj 2012 udgav Lecrae sit første mixtape, Church Clothes. I tråd med hans gennembrud i mainstream hip hop, blev mixtapet downloadet over 100.000 gange på mindre end 48 timer. Hans sjette studiealbum, Gravity, kom ud den 4. september 2012 og er blevet kaldt det vigtigste album i kristen Hip Hop Historie af Rapzilla og Atlanta Daily World. Albummet debuterede som det bedst sælgende album samlet i iTunes Store, nr. 3 på Billboard 200 og vandt en Grammy Award for Best Gospel Album ved 2013 Grammy Awards, der markerer første gang, en hip hop-kunstner modtog denne pris. Lecrae udgav sit syvende album, Anomaly, den 9. september 2014. Det debuterede med nr. 1 på Billboard 200 med 88.587 eksemplarer solgt gennem den første uge, og var det første album til at toppe både Billboard 200 og The Gospel Chart på samme tid.
Lecrae modtog nomineringer som årets kunstner på 43., 44., 45. og 46. GMA Dove Awards, og den sidste vandt han. Han blev også nomineret til bedste gospel-kunstner i 2013 og 2015 BET-priserne, hvoraf han vandt sidstnævnte. Lecraes filmografi omfatter en rolle i tv-filmen A Cross to Bear (2012) og en kort rolle som Dr. Malmquist i komediefilmen Believe Me (2014). I den sociale sfære har Lecrae advokeret for bevarelse af ansvar og faderskab som en værdi blandt mænd i USA og i 2013 samarbejdet med Dwyane Wade og Joshua DuBois i multimedieinitiativet This Is Fatherhood som en del af Obama-administrationens faderskab og mentorinitiativ. Han har også præsenteret og skrevet om racespænding og uretfærdighed i USA.